# Canton de Chambéry-Sud-Ouest
Le canton de Chambéry-Sud-Ouest est une ancienne division administrative française, située dans le département de la Savoie et la région Rhône-Alpes.
Créé en 1973, le canton disparait en 2015 à la suite du redécoupage cantonal de 2014.

## Géographie

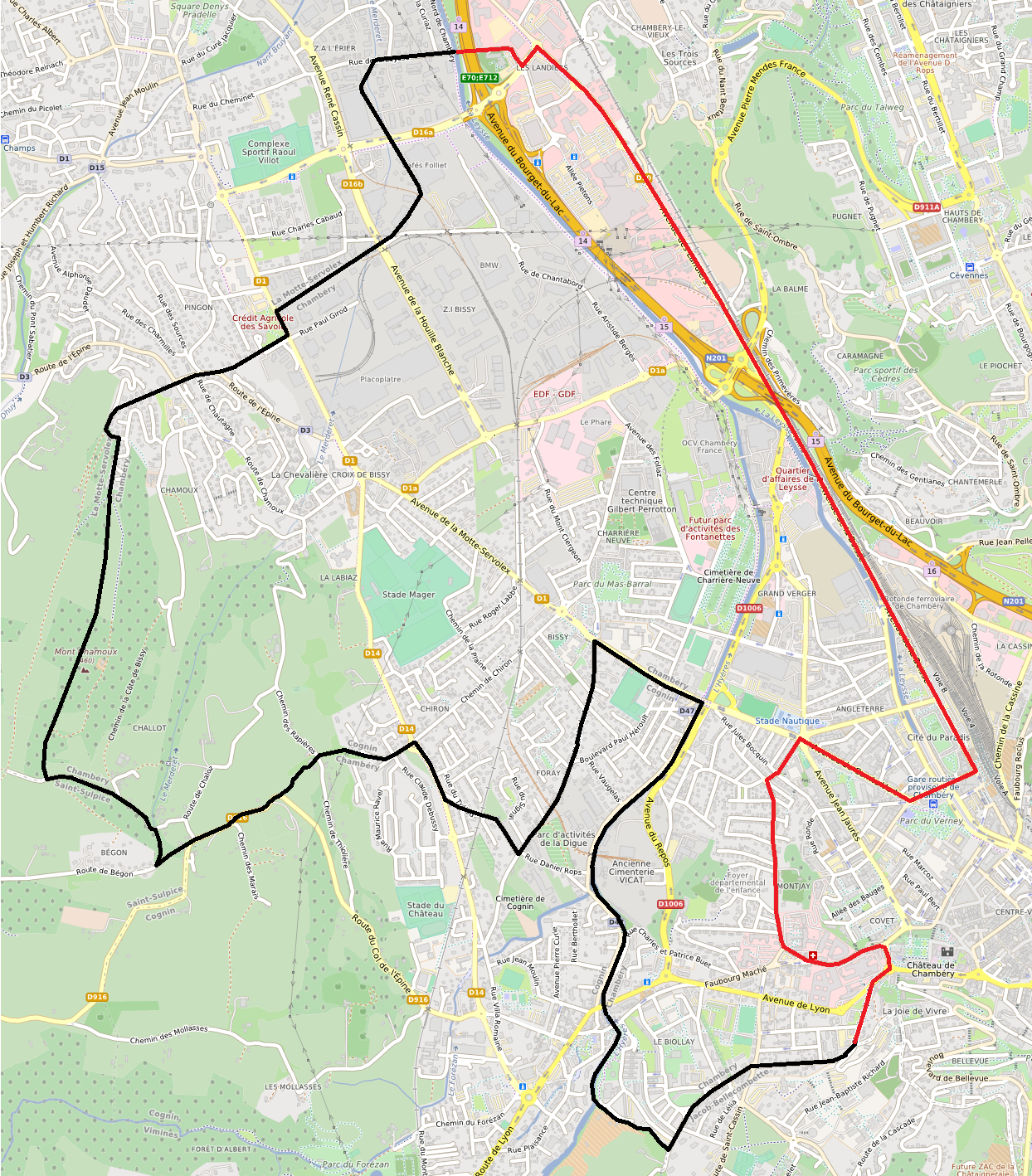
Plan du canton de Chambéry-Sud-Ouest.

Le canton de Chambéry-Sud-Ouest est situé en bordure ouest de la commune de Chambéry, préfecture du département de la Savoie.
Sa superficie est de 7,8 km2, soit 780 hectares et il comptait une population de 16 579 habitants en 2012, soit une densité de plus de 2 100 habitants par km².
Comme les trois autres cantons que compte la commune durant son existence, Chambéry-Sud-Ouest comprend du relief, bien qu'en proportion moindre de son territoire. En effet, l'essentiel du territoire cantonal se situe sur les replats de la cluse de Chambéry, mais ce-dernier s'étend également sur le versant est du mont Chamoux sur les contreforts de la chaîne de l'Épine ainsi que sur le versant nord de la colline de Montjay au sud.
Le canton présente une importante zone urbanisée avec néanmoins une zone rurale et agricole à l'ouest sur les hameaux de Challot et de Chamoux. Les zones urbanisées se divisent principalement en zones résidentielles (Biollay, Chamoux et centre de Bissy), y compris près du centre-ville de Chambéry (Angleterre, Montjay, Stade), ainsi qu'en zones économiques avec la zone industrielle de Bissy sur un tiers nord du territoire et le Grand Verger à l'est.
Le canton est traversé par la voie rapide urbaine de Chambéry ainsi que par la Leysse et son affluent l'Hyères.

## Histoire
Le canton de Chambéry-Sud-Ouest est créé par décret n° 73-770 du 2 août 1973, qui récupère une partie nord du territoire du canton de Chambéry-Sud.
Quarante ans plus tard, à la suite du redécoupage cantonal de 2014, le décret n° 2014-272 du 27 février 2014 portant délimitation des cantons dans le département de la Savoie prévoit la disparition du canton de Chambéry-Sud-Ouest. Son territoire est majoritairement repris par le canton de Chambéry-1 qui inclut également les Hauts-de-Chambéry, Chambéry-le-Vieux et la commune de Sonnaz, seules les parties proches du centre-ville (Angleterre, Biollay, Montjay) sont intégrées au canton de Chambéry-3 lequel comprend également la commune limitrophe de Cognin.
L'entrée en vigueur des nouveaux cantons et la disparition de celui de Chambéry-Sud est effective à compter des premières élections départementales de mars 2015.

## Composition

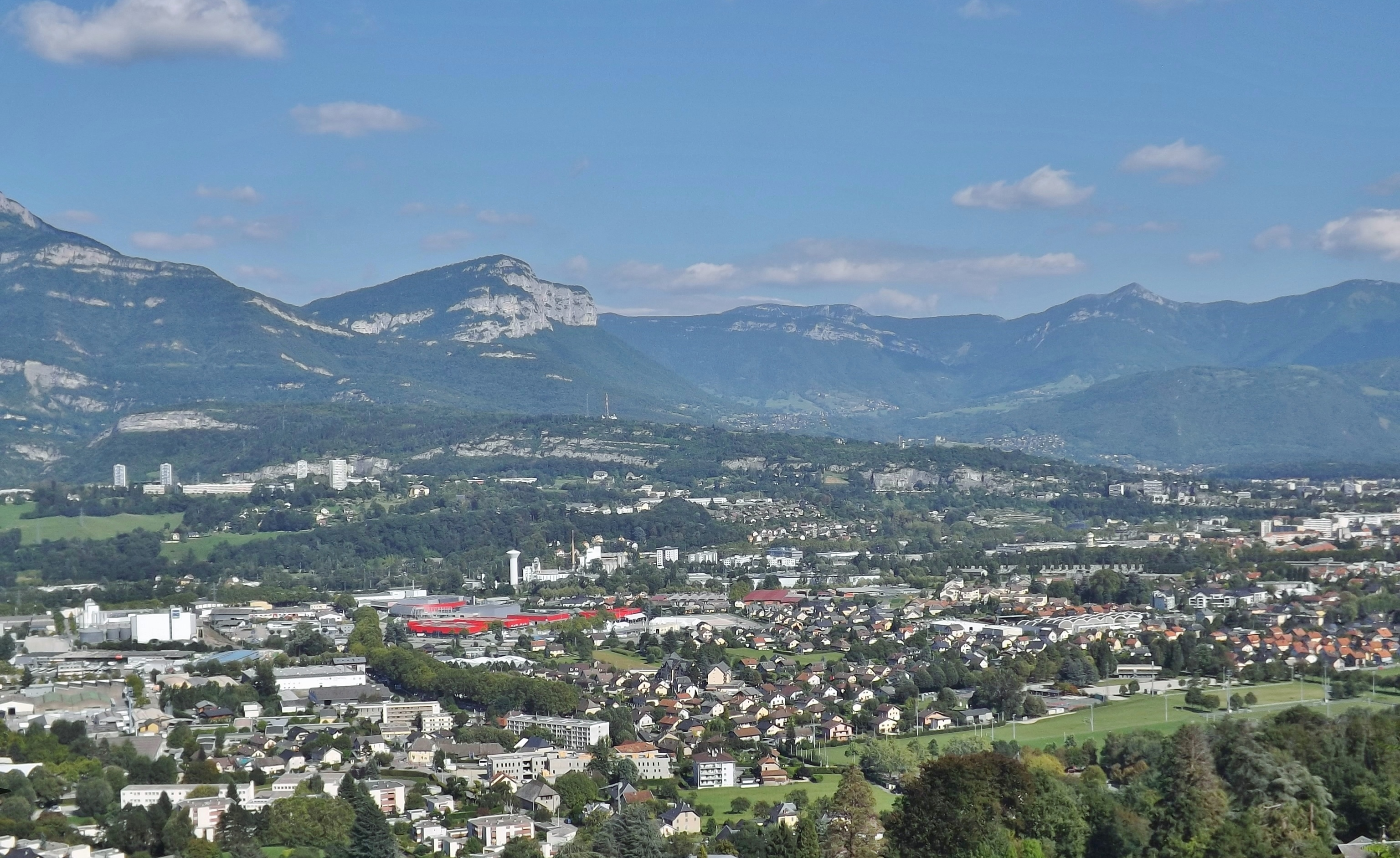
Chamoux, Bissy et sa zone industrielle en partie visible à gauche.

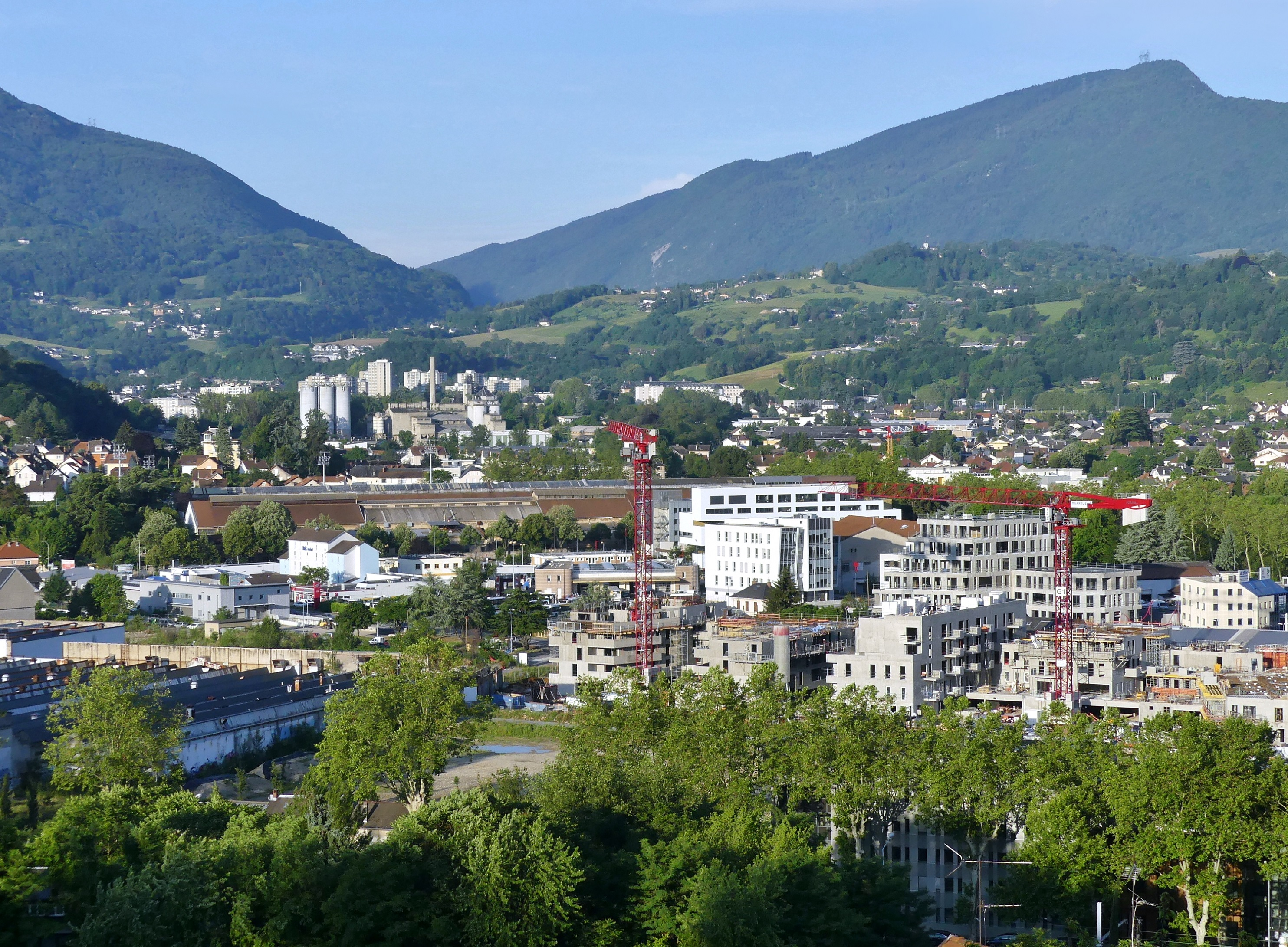
Zone du Grand Verger en reconversion.

Le canton de Chambéry-Sud-Ouest comprend une partie de la commune suivante :
| Nom                  | Code Insee | Intercommunalité  | Population (dernière pop. légale)               |
| -------------------- | ---------- | ----------------- | ----------------------------------------------- |
| Chambéry (chef-lieu) | 73065      | CA Grand Chambéry | Fraction : 16 579(2012) Commune : 59 490 (2014) |

Pour la commune de Chambéry, seule sa partie sud-ouest fait partie de ce canton.

## Administration
| Période                                  | Période | Identité        | Étiquette    | Qualité                                                                          |
| ---------------------------------------- | ------- | --------------- | ------------ | -------------------------------------------------------------------------------- |
| 1973                                     | 1979    | Guy Lemordant   | UDR puis RPR | Médecin Adjoint au Maire de Chambéry                                             |
| 1979                                     | 1985    | Colette Bonfils | DVG          | Docteur en biologie Ancienne djointe au maire de Chambéry                        |
| 1985                                     | 1998    | Claude Bosser   | RPR          | Chirurgien, adjoint au maire de Chambéry                                         |
| 1998                                     | 2015    | Colette Bonfils | DVG          | Ancienne adjointe au maire de Chambéry Elue en 2015 dans le Canton de Chambéry-1 |
| Les données manquantes sont à compléter. |         |                 |              |                                                                                  |

## Démographie
| 1999   | 2012   |
| ------ | ------ |
| 16 412 | 16 579 |